# John Gibson (sculpteur)
Pour les articles homonymes, voir John Gibson et Gibson.

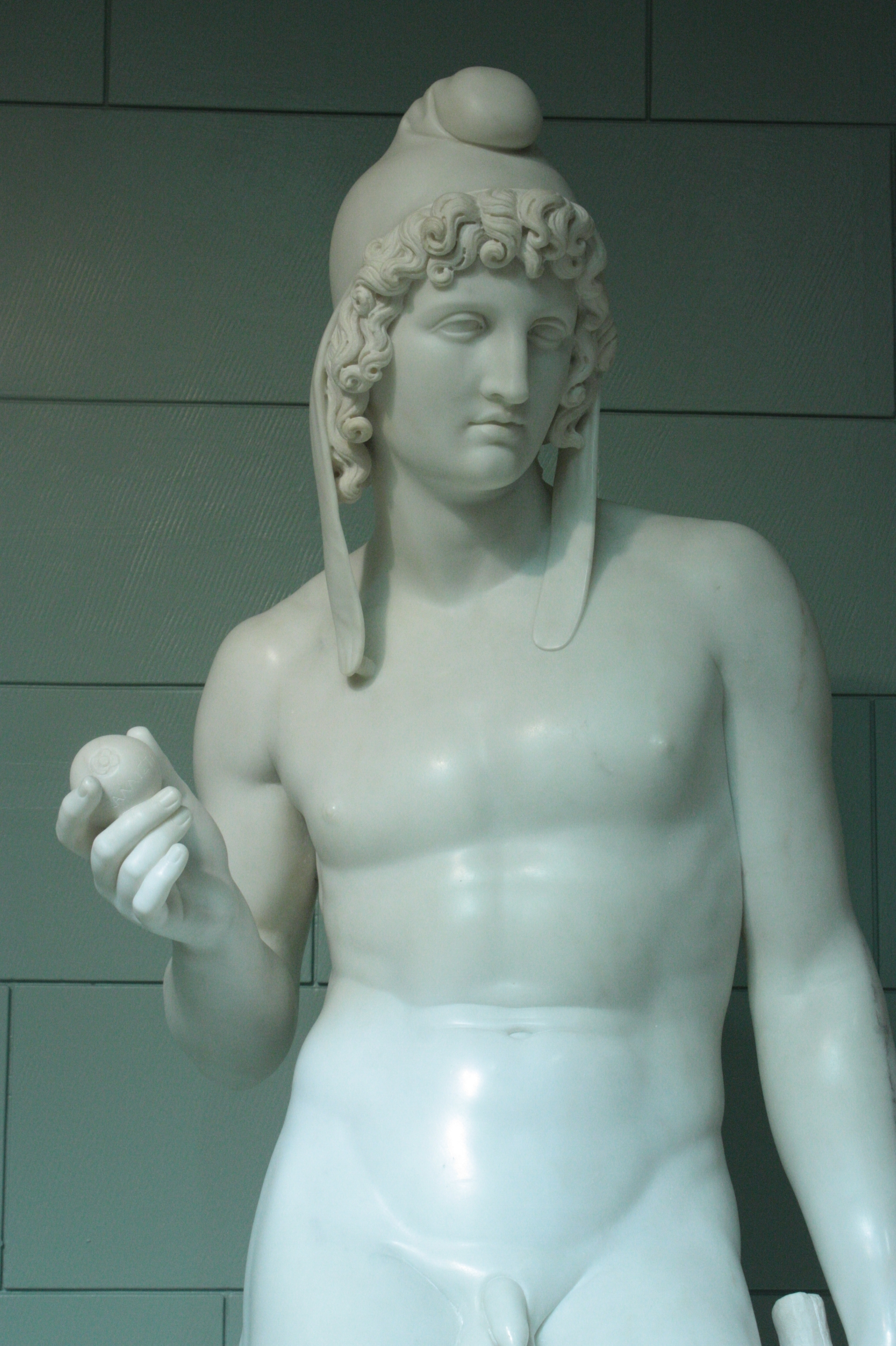
Pâris par John Gibson, 1824.

John Gibson, né le 19 juin 1790 et mort le 27 janvier 1866, est un sculpteur néoclassique gallois. Il a étudié à Rome auprès d'Antonio Canova. Il excelle surtout dans le bas-relief, notamment dans ses œuvres en grandeur nature The Hours Leading the Horses of the Sun et Phaethon driving the Chariot of the Sun, mais se consacre aussi à l'art monumental et à la statuaire. Il est élu à la Royal Academy en 1836, à laquelle il a légué le contenu de son atelier où nombre de ses marbres et moulages sont encore exposés.

## Biographie

### Débuts

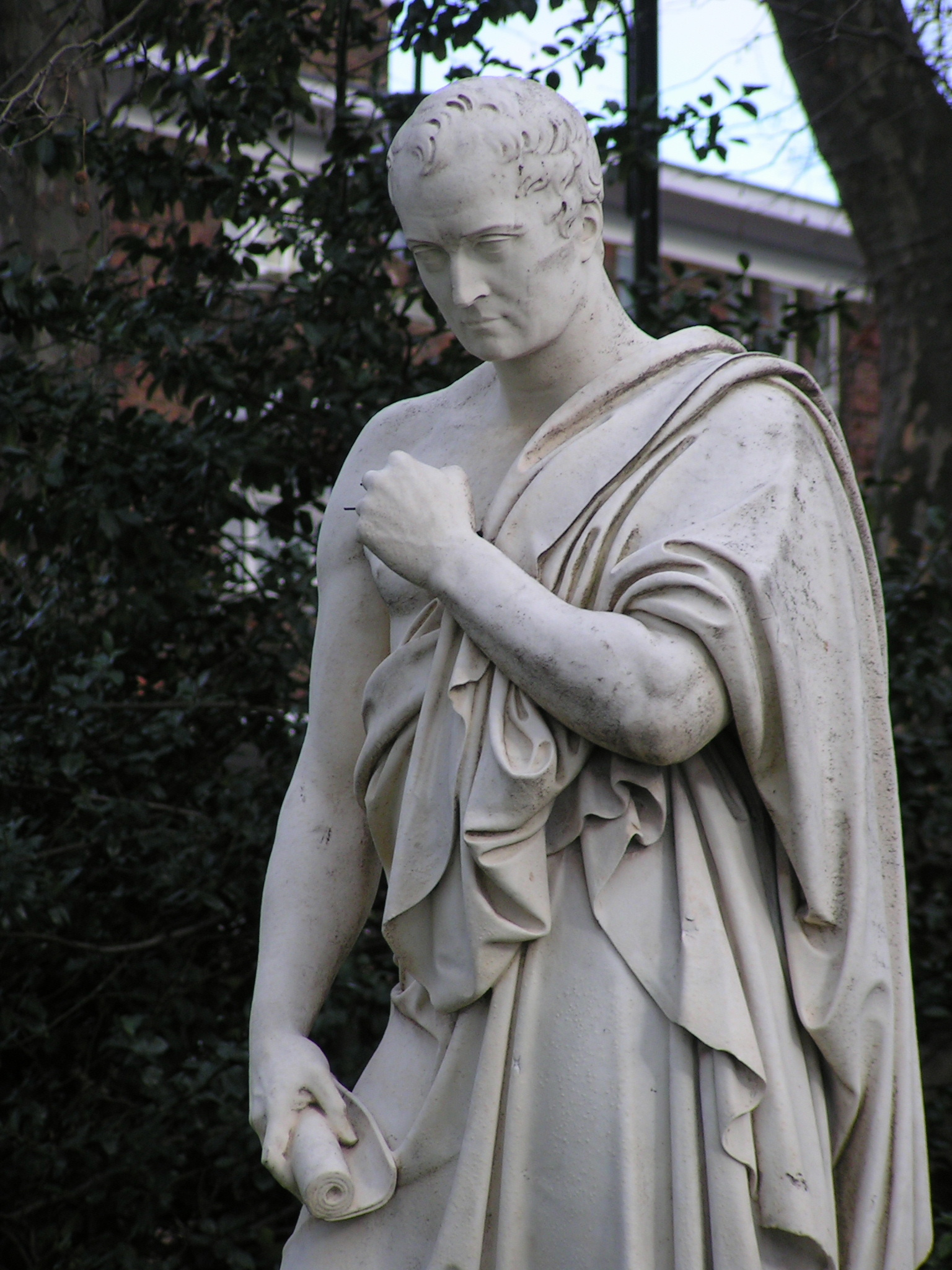
Détail de la statue de William Huskisson par John Gibson, Pimlico Gardens, Londres.

Gibson est né près de Conwy, au pays de Galles, où son père est jardinier. Quand il a neuf ans, sa famille est sur le point d'émigrer en Amérique, mais sa mère met un terme au projet à leur arrivée à Liverpool où ils s'installent et où Gibson est inscrit à l'école. Il est alors fasciné par les devantures des imprimeries de la ville. Le peintre et vendeur de gravures John Turmeau lui prête des dessins et des moulages en plâtre à copier.

### L'éducation
À l'âge de quatorze ans, Gibson fait son apprentissage dans un atelier d'ébénisterie. Il prend vite le métier en aversion, cependant il réussit à ventre ses travaux aux marbriers Samuel et Thomas Franceys. C'est ensuite son apprentissage auprès des frères Franceys qui va attirer l'attention de l'historien William Roscoe, pour lequel Gibson exécute un bas-relief en terre cuite maintenant exposé au musée de Liverpool. Roscoe lui ouvre sa bibliothèque d'Allerton, ce qui lui permet de se familiariser avec les dessins des grands maîtres italiens
. Un dessin, la Chute des Anges, est représentatif de cette période.

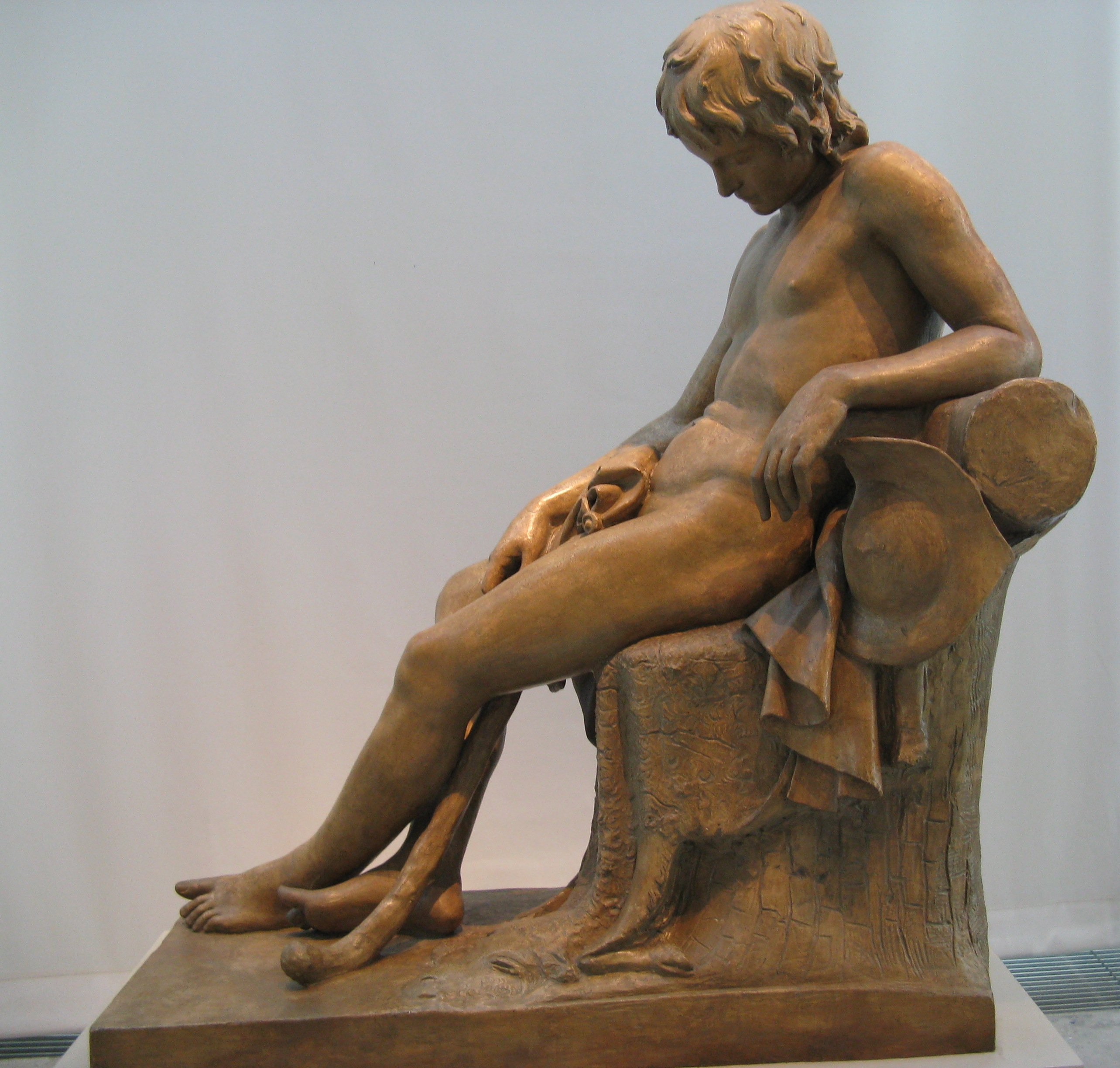
Sleeping Shepherd Boy (1824)

Il étudie l'anatomie, un médecin lui donnant des cours gratuitement, et est introduit auprès des familles cultivées de Liverpool. Roscoe guide son protégé, lui définissant les Grecs comme les seuls exemples à suivre pour un sculpteur. Gibson trouve là sa vocation et réalise un bas-relief, Psyché portée par les Zéphirs, qu'il envoie à l'Académie Royale, où John Flaxman, reconnaissant ses mérites, l'expose à un endroit en vue.
Gibson veut poursuivre son éducation artistique à Rome, et se rend d'abord à Londres où Flaxman et Francis Legatt Chantrey lui donnent des avis divergents, le premier lui disant que rester à Londres lui apportera beaucoup, le second le pressant de partir pour Rome qu'il considère être le meilleur endroit au monde pour se former à l'architecture.

### Rome
Il arrive à Rome en octobre 1817, à un âge considéré à l'époque comme relativement avancé pour une première visite. Il est généreusement accueilli par Antonio Canova auquel Gibson a été recommandé, qui apporte à l'étudiant non seulement son expérience mais aussi son aide financière. Jusqu'à ce moment, bien que ses dessins montrent une énergie et une force créatives où aucun apprentissage ne fait défaut, Gibson n'a encore reçu aucune instruction et n'a étudié à aucune académie. À Rome, il se familiarise d'abord avec les règles et les subtilités de l'art. Canova l'introduit à l'Académie que finance l'Autriche, et, voyant de jeunes artistes italiens déjà exceller dans le dessin, l'impression première de ses lacunes dans le domaine pratique le déprime. Mais la roue tourne, son premier travail en marbre, Sleeping Sheperd Boy, est achevé en 1824.
Gibson se fait rapidement un nom, et des mécènes distingués, initialement envoyés par Canova, font le chemin jusqu'à son atelier de la Via Fontanella. Son but reste la pureté de caractère et la beauté de la forme. Rarement, il verse dans le style de Canova, et s'il n'a pas souvent l'approche de la puissance masculine de Bertel Thorvaldsen, il a plus d'une fois dépassé en ce domaine. Il est essentiellement classique dans sa perception et le but qu'il se fixe, mais son observation lui permet d'aller au-delà de la simple imitation. Ses sujets sont choisis dans les actions quotidiennes des gens du peuple lors de ses promenades, auxquels il donne les noms mythologiques qui lui paraissent appropriés. Ainsi, une jeune fille qui embrasse un enfant par-dessus son épaule devient une Nymphe et l'Amour; une femme qui aide son enfant à monter sur ses genoux est à son tour, une Bacchante et le Faune ; son Amazone jetée de son cheval, l'une de ses productions les plus originales, est inspirée d'un accident auquel il a assisté dans un cirque ; le Chasseur et le Chien est issu d'une scène de rue.

### Mort
Gibson est élu à la Royal Academy en 1836. Il lui lègue tous ses biens et le contenu de son atelier, où ses marbres et plâtres sont accessibles au public depuis 2005. Il meurt à Rome le 7 janvier 1866 et est enterré dans le cimetière protestant .

## Réception

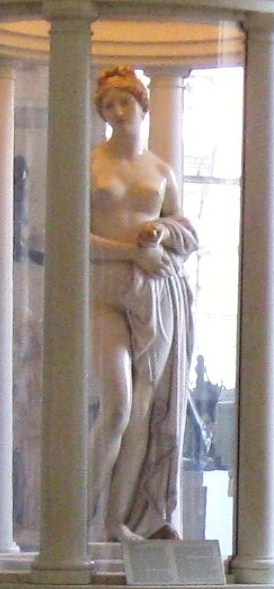
Tinted Venus, Walker Art Gallery, Liverpool

Gibson prend plaisir à réaliser des monuments et statues pour les lieux publics, représentant nécessairement des postures dignes et sereines, dont le groupe Queen Victoria Supported by Justice and Clemency au palais de Westminster, la statue de William Huskisson, ou la statue assise de Dudley Long North (en).
Gibson excelle cependant dans le bas-relief. Sa connaissance approfondie du cheval et son étude constante des marbres d'Elgin, dont des moulages se trouvent à Rome, se traduit dans The Hours Leading the Horses of the Sun et Phaethon driving the Chariot of the Sun. La plupart des monuments commémoratifs qu'il réalise sont des bas-reliefs, comme le monument dédié à la comtesse de Leicester, ou celui à son amie Mme Huskisson à la cathédrale de Chichester, ou les Enfants Bonomi. La Passion, qu'elle soit satisfaite ou réprimée, est l'impulsion naturelle de son art : réprimée comme dans Hours Leading the Horses of the Sun et The Hunter and Dog ; satisfaite dans le dessin de Héro et Léandre, exécuté avant qu'il quitte l'Angleterre.
Gibson est le premier à introduire de la couleur sur ses statues, d'abord comme simple bordure de la draperie d'une statue de la reine, et peu à peu étendue à l'ensemble de la chair comme dans Tinted Venus et Love tormenting the Soul, tous deux visibles à la Walker Art Gallery de Liverpool.
Dans le quotidien et les affaires, Gibson était simple et sans détour, mais ferme sur les principes. William Dean Howells qui lui rend visite à Naples, le décrit « habillé avec une extraordinaire négligence et indifférent aux vêtements, il n'avait pas de col, je crois, et de toute évidence ne savait pas ce qu'il portait. Tout en lui témoignait de la plus grande inconscience et simplicité dans la vie. »

## Biographies

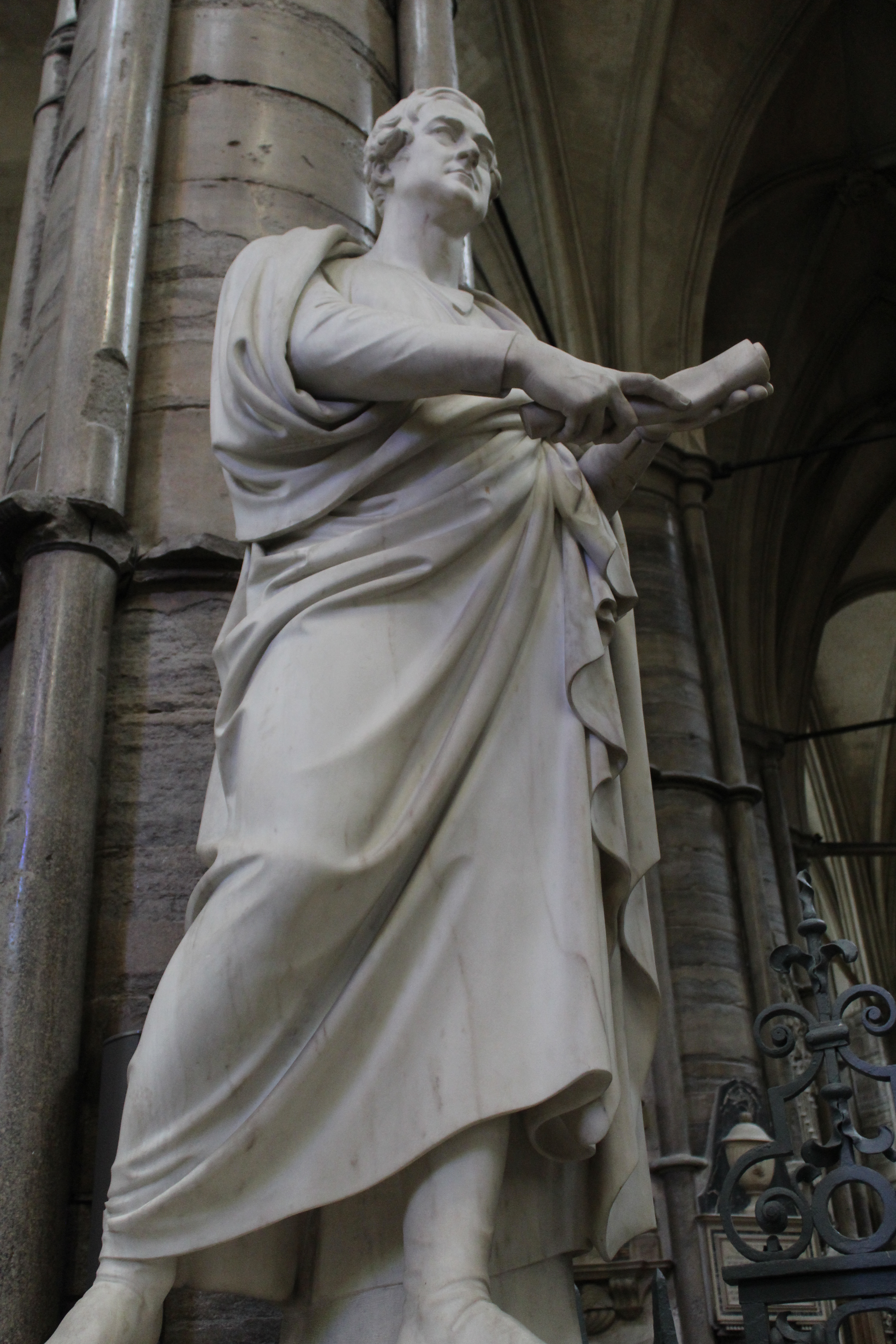
Statue de Robert Peel à Westminster Abbey, London sculptée par John Gibson

Les lettres entre Gibson et Mme Henry Sandbach, petite-fille de William Roscoe, et une ébauche de sa vie qu'elle l'incita à rédiger, sont l'essentiel des sources de sa biographie. Life of John Gibson, R.A., Sculptor sera édité par Lady Eastlake (1870, Longmans, Green).
John Gibson R.A. The World of the Master Sculptors est la première biographie de Gibson en plus d'un siècle. Le livre comprend de nombreuses illustrations et met en exergue les rôles de Canova, Thorvaldsen, Spencer et Wyatt.  (ISBN 978-1-906823-71-9).

## Publications
- Imitations Of Drawings By Iohn Gibson R.A. Sculptor gravé par G. Wenzel et L. Prosseda Rome 1852, Londres : J. Hogarth 1852'.

Gibson a fourni presque toutes les illustrations pour :
- Elizabeth Strutt The story of Psyche: with a classical enquiry into the significance and origin of the fable; par Elizabeth Strutt avec des dessins de John Gibson Esq. R.A., Londres, s.n. 1852[4].

Certaines de ses compositions se trouvent dans The proportions of the human figure, as handed down to us by Vitruvius, from the writings of the famous sculptors and painters of antiquity: to be which is added, the admirable method of measuring the figure, invented by John Gibson, sculptor; with description and illustrative outlines de Joseph Bonomi, troisième édition, Londres, Charles Robertson 1872. Gibson n'est pas crédité dans les 1re et 2e éditions, Londres: Henry Renshaw 1856 [1855] et Londres : Chapman & Hall; H. G. Bohn 1857.

## Sources
- (en) « John Gibson (sculpteur) », dans Encyclopædia Britannica [détail de l’édition], 1911 (lire sur Wikisource).